# جام باشگاه‌های کارائیب ۲۰۰۴
جام باشگاه‌های کارائیب ۲۰۰۴ یک رقابت بین‌المللی فوتبال باشگاهی بود که در کارائیب برای تعیین مسابقات مقدماتی این منطقه برای جام قهرمانان کونکاکاف برگزار شد.
فینال مسابقات تماما در اختیار تیم‌های جامائیکایی بود و هاربر ویو با شکست تیولی گاردنز به جام قهرمانان کونکاکاف ۲۰۰۵ صعود کرد.

## مرحله اول
| تیم اول          | مجموع | تیم دوم            | بازی رفت | بازی برگشت |
| ---------------- | ----- | ------------------ | -------- | ---------- |
| سن خوان جابلوته  | ۳–۱   | وی‌بی‌سی             | ۳–۱      | ۰–۰        |
| اینتر موئنگوتاپو | ۳–۱   | یوونتوس سنت مارتین | ۲–۰      | ۱–۱        |
| باسا             | ۲–۴   | تیولی گاردنز       | ۲–۱      | ۰–۳        |
| ایده‌آل           | ۱–۳۰  | هاربر ویو          | ۱–۱۵     | ۰–۱۵       |

## نیمه نهایی
| تیم اول          | مجموع | تیم دوم      | بازی رفت | بازی برگشت |
| ---------------- | ----- | ------------ | -------- | ---------- |
| اینتر موئنگوتاپو | ۶–۹   | هاربر ویو    | ۴–۶      | ۲–۳        |
| سن خوان جابلوته  | ۱–۲   | تیولی گاردنز | ۱–۱      | ۰–۱        |

## فینال
| هاربر ویو | ۱–۱ | تیولی گاردنز |
| --------- | --- | ------------ |
|           |     |              |

| تیولی گاردنز | ۱–۲ | هاربر ویو |
| ------------ | --- | --------- |
|              |     |           |

سن خوان جابلوته قهرمان سی‌اف‌یو ۲۰۰۴ شد و به یک‌چهارم نهایی جام قهرمانان کونکاکاف ۲۰۰۵ صعود کرد.